# Matte painting
Il matte painting (che si può tradurre con pittura di sfondi) è una tecnica usata prevalentemente in ambito cinematografico per permettere la rappresentazione di paesaggi o luoghi altrimenti troppo costosi se non impossibili da ricostruire o raggiungere direttamente.

## Agli inizi
Il procedimento originale consisteva nel dipingere gli sfondi necessari, su lastre in vetro, per poi porle al di sopra della pellicola.
Tradizionalmente, i matte painting sono stati eseguiti da artisti, utilizzando vernici o pastelli, su grandi lastre di vetro per poterli integrare all'interno delle riprese in live action. Il primo esempio di matte painting è stato utilizzato nel 1907 da Norman Dawn nel film Missions of California per rappresentare delle Missioni fatiscenti. Esempi notevoli di riprese utilizzanti questa tecnica si possono trovare nei film Il mago di Oz (mentre Dorothy si avvicina alla Città di Smeraldo), Quarto potere (tenuta di Xanadù) e Guerre stellari (nella scena di Obi-Wan nella stazione del raggio traente).
A partire dalla metà degli anni ottanta, i progressi nel campo della computer grafica hanno permesso agli artisti di lavorare direttamente in maniera digitale. La prima ripresa utilizzante il digital matte, è stata creata da Chris Evans per il film del 1985 Piramide di paura, nella scena del cavaliere che salta dalla vetrata. Evans, prima dipinge la vetrata in acrilico, poi scansiona il dipinto nel sistema della Pixar per ulteriori manipolazioni digitali. L'animazione al computer (anche questa tecnica usata per la prima volta in un film) viene miscelata perfettamente con lo sfondo digitale, cosa che con la tecnica originale non si sarebbe potuto ottenere.

## Nuove tecnologie
Nel corso degli anni novanta, il matte painting tradizionale era ancora usato, ma sempre più spesso affiancato alla composizione digitale. Il film del 1990 58 minuti per morire - Die Harder è stato il primo film a utilizzare riprese dal vivo con il tradizionale matte paint su vetro il tutto combinato digitalmente. Il risultato lo si può vedere nell'ultima scena che si svolge sulla pista dell'aeroporto. Entro la fine del decennio la tecnica tradizionale era stata quasi interamente sostituita da quella digitale, con alcune eccezioni come nel film Titanic, dove è stata usata da Chris Evans per la nave di soccorso Carpathia.
Il dipinto è stato sostituito da immagini digitali create utilizzando riferimenti fotografici, modelli 3D e tavolette grafiche. Gli artisti del matte painting, combinano le loro texture create digitalmente, all'interno di ambienti 3D generati al computer, permettendo così anche i movimenti tridimensionali della camera.
Gli algoritmi di illuminazione usati per simulare sorgenti luminose, hanno espanso il campo di utilizzo della tecnica nel 1995, quando l'algoritmo di illuminazione globale Radiosity è stato usato per la prima volta nel film di Martin Scorsese Casinò. La società Matte World Digital ha collaborato con la società LightScape per simulare l'effetto di rimbalzo della luce indiretta, di milioni di luci al neon della Las Vegas degli anni settanta.
Minori tempi di elaborazione continuano a modificare e ampliare la tecnologie e le tecniche del matte painting.

## Alcuni esempi di matte painting
- Le caserme nel film All'ovest niente di nuovo
- Gli uccelli che sorvolano Bodega Bay, guardando la città sottostante nel film Gli uccelli
- Le riprese dell'ufficio delle Nazioni Unite a New York e del Monte Rushmore nel film Intrigo internazionale
- La vista dell'isola del Teschio nel film King Kong
- Mary Poppins che plana su Londra con il suo ombrello nel film Mary Poppins
- L'immagine iconica della Statua della Libertà nella scena finale del film Il pianeta delle scimmie
- La linea ferroviaria della città nel film La stangata
- La vista di Los Angeles distrutta nel film Terremoto
- Il tunnel del laser della Morte Nera nel film Guerre stellari
- Il quartier generale della Flotta Stellare nel film Star Trek
- La scena finale del magazzino governativo segreto nel film I predatori dell'arca perduta
- Il castello di Bürresheim nel film Indiana Jones e l'ultima crociata
- La scena dell'inseguimento di Batty e Deckard nel film Blade Runner
- La vista sulla nave spaziale schiantata nel film La cosa
- La vista della torre dell'OCP nel film RoboCop